# Histoire navale

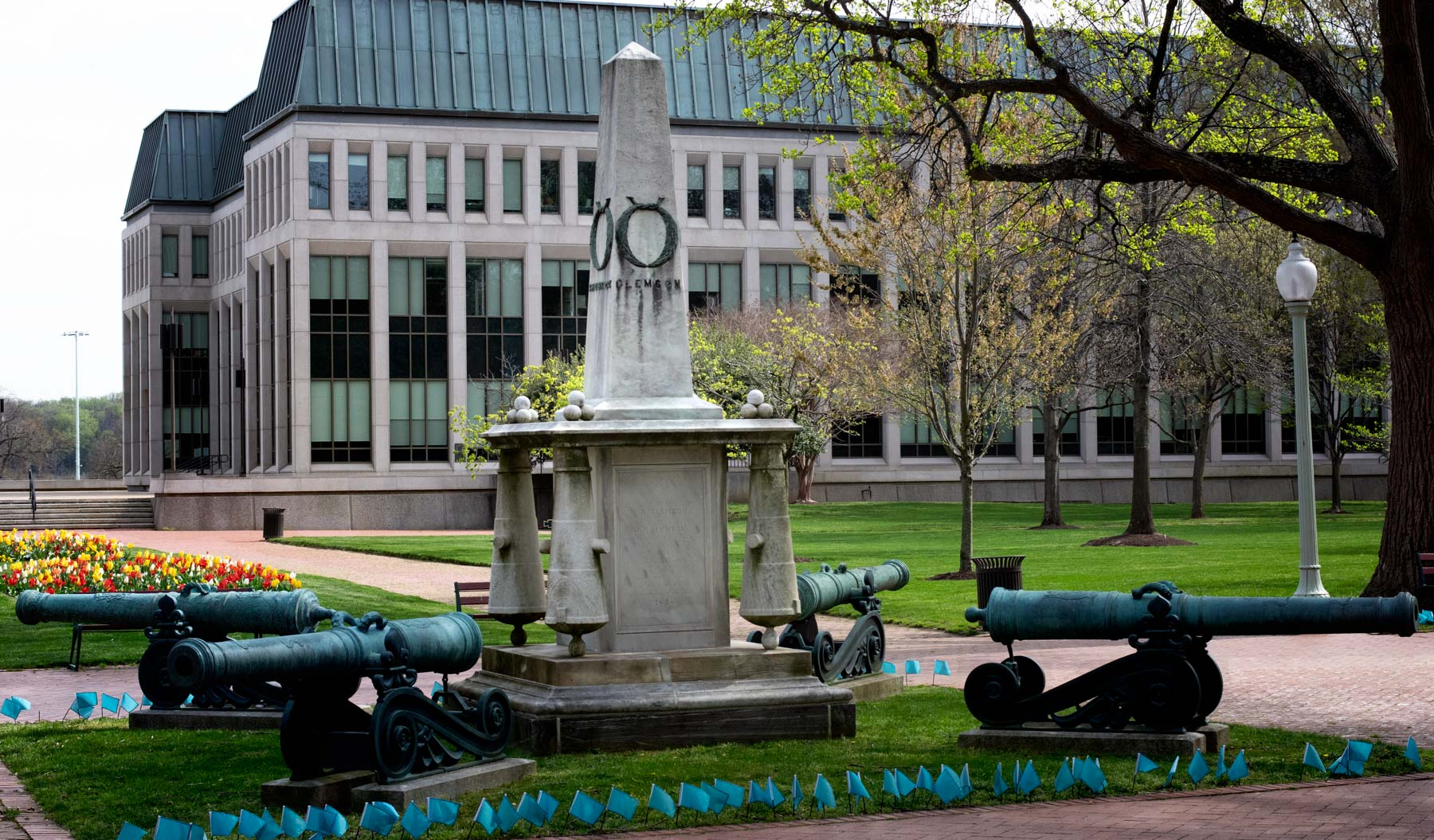
Monument des aspirants de guerre mexicains offert par la Brigade des aspirants de marine en 1848 à l'Académie navale des États-Unis, Annapolis, MD. Aussi connu sous le nom de Monument Clemson.

L' histoire navale est la branche de l'histoire militaire consacrée à la guerre maritime. C'est également une des disciplines qui appartient à l'histoire maritime
Au départ cette discipline s'intéressait plus particulièrement aux affrontements entre navires et négligeait des aspects de la marine de guerre tels que les transports de troupes ou de matériel, bien que la stratégie navale soit souvent conditionnée par la nécessité de protéger les navires de transport. 
Les travaux récents ont élargi le champ d'investigation de l'histoire navale, pour étudier tous les problèmes intéressant la constitution des flottes, la technologie, le financement, l'histoire sociale, la bureaucratie, la construction navale, le ravitaillement et la logistique. 
L'histoire navale présente un double intérêt. Elle permet de comprendre comment les sociétés anciennes ont fait face au défi que représentaient l'ennemi humain et un adversaire tel que la mer et ses dangers. Elle permet également d'étudier une technologie qui a été le premier instrument de la globalisation. Avant l'apparition de la radio, des officiers de marine en mission à des milles nautiques de leur base pouvaient se trouver en situation de décider seuls du sort de leur nation.

## Sources
- (en) Cet article est partiellement ou en totalité issu de l’article de Wikipédia en anglais intitulé « Naval history » (voir la liste des auteurs).